# Eleonora Bracco
Pour les articles homonymes, voir Bracco.
Eleonora Bracco est une archéologue italienne.

## Biographie
Née à Turin le 27 octobre 1905, elle étudie les lettres à l'université de Turin et en est diplômée le 7 décembre 1928.
Elle continue les études en se spécialisant en archéologie à Rome. Pendant ses trois années d'études, elle gagne en 1932 le concours d'admission de la régie de la Scuola archeologica italiana di Atene,. Elle dirige des excavations à Istanbul, Mykonos, Delo et Samo.
Le premier mai 1933, elle remporte le concours du ministère de l'instruction publique, puis devient directrice du musée d'archéologie Domenico Ridola de Matera, prenant la place de son fondateur Domenico Ridola. Pendant les 28 années où elle y travaille, elle devient précurseure d'une approche archéologique des rapports entre structures à utilisation cultuelle, nécropoles et habitat, de la préhistoire à l'ère médiévale.